# Asseiceira (Tomar)
Asseiceira ist eine Gemeinde (Freguesia) im portugiesischen Kreis Tomar. In ihr leben 2439 Einwohner (Stand 19. April 2021).